# Giacomo Brogi

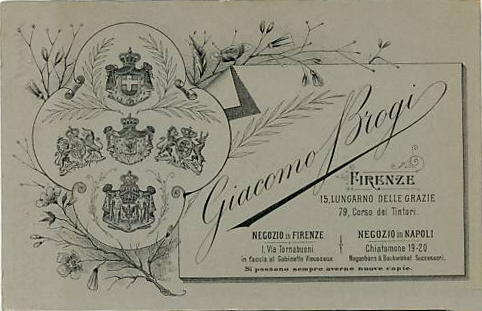
Marchio di Fabbrica

Giacomo Brogi (Firenze, 6 aprile 1822 – Firenze, 29 novembre 1881) è stato un fotografo italiano.

## Biografia
All'età di 11 anni iniziò a lavorare presso l'editore Batelli e frequentò la scuola d'incisione del Perfetti. Successivamente, nel 1846, anno del matrimonio con Enrichetta Baldelli, passò a lavorare con il calcografo Achille Paris come ritoccatore. Iniziò la sua attività lavorativa di fotografo nel 1856 circa, fondando una propria ditta attorno al 1864: Edizioni Brogi Firenze, specializzata in ritrattistica e successivamente in fotografie di opere d'arte, in particolare nella riproduzione della scultura e nelle panoramiche.  Eseguì diverse campagne fotografiche nelle regioni italiane e ne organizzò una importante in Medio Oriente, in particolar modo fotografando i Luoghi Santi, venendo insignito per questo ultimo lavoro di medaglia d'argento dal Papa Pio IX.
La Ditta Brogi partecipò nel 1873 all'esposizione di Vienna, nel 1881 a quella di Milano e nel 1889 partecipò all'Esposizione Universale di Firenze esponendo opere fuori concorso a puro titolo di patrocinio. Alla sua morte la gestione dell'attività passò al figlio Carlo (1850-1925), uno dei promotori della Società Fotografica Italiana e che si distinse nella lotta per la difesa dei diritti della categoria dei fotografi mentre l'altro figlio, Alfredo, prese in mano l'amministrazione.
Con la morte di Carlo, l'eredità passo alla figlia Eugenia e al marito Laurati che morì l'anno seguente nel 1926. Del periodo che segue si hanno notizie abbastanza scarse, sappiamo che nel 1940, il figlio Giorgio Laurati cercò di rilanciare lo Stabilimento fotografico grazie anche all'opera di Gino Malenotti, all'epoca noto per la sua capacità di fotografare le statue, anche grazie allo studioso ungherese Jenō Làny per il suo lavoro sulle opere di Donatello che si avvalse delle immagini di Malenotti.
La ditta cessò nel 1950 circa e pochi anni dopo il patrimonio Brogi entrò a far parte dell'Archivio Alinari. Lo stesso Giacomo Brogi viene associato alla Società Fotografica Italiana.
A lui è stata intitolata una strada nella zona di via Ardeatina a Roma: essa è una traversa laterale di via della Fotografia.

## Bibliografia

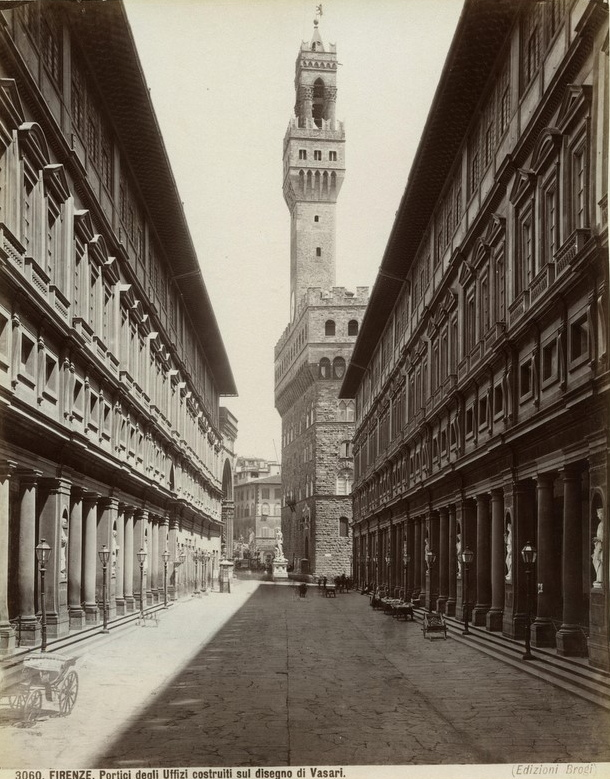
Brogi Giacomo: Portici degli Uffizi costruiti sul disegno del Vasari